# Zlonický potok
Zlonický potok (do soutoku s Žerotínským potokem v Klobukách nazývaný také Bílichovský potok) je potok, který odvodňuje část severozápadního a severního Slánska v okrese Kladno, jeden z hlavních přítoků Bakovského potoka v povodí dolní Vltavy. Protéká celou řadou obcí, z nichž nejvýznamnějšími sídly jsou Klobuky a Zlonice.

## Průběh toku
Potok pramení v lesích severovýchodního Džbánu, zhruba ¾ km vsv. od vesničky Bor, v nadmořské výšce 425 m (jeho pramen nese název Karlova studánka a leží na území Přírodního parku Džbán).
Od pramene Zlonický potok plyne severovýchodním směrem, prvních několik kilometrů lesnatým Bílichovským údolím, z něhož pod Bílichovem vystupuje do otevřené krajiny Dolnooharské tabule.
U Klobuk Zlonický potok zleva přijímá nejvýznamnější ze svých přítoků, Žerotínský potok, a stáčí svůj běh k východu. Odtud přes Zlonice až po Tmáň jeho mělké a otevřené údolí využívá železnice (úseky tratí 110 a 096). Okolní krajina až po ústí je zemědělská, takřka bezlesá. Do Bakovského potoka se Zlonický potok vlévá z levé strany jižně od Nabdína na Velvarsku, v nadmořské výšce 190 m.
Poblíž Bílichova se na potoce nacházejí celkem 4 rybníky, jižně od Klobuků pak další dva.
Chráněnou kulturní památkou na Zlonickém potoce je kamenný silniční most se sochou sv. Jana Nepomuckého ve vesnici Tmáň.

## Významnější přítoky
(L = levý, P = pravý)
- Zichovecký potok (L), pod Hořešovicemi
- Žerotínský potok (L), v Klobukách
- Dřínovský potok (P), pod Zlonicemi